# John Cooke Bourne
Pour les articles homonymes, voir Bourne.

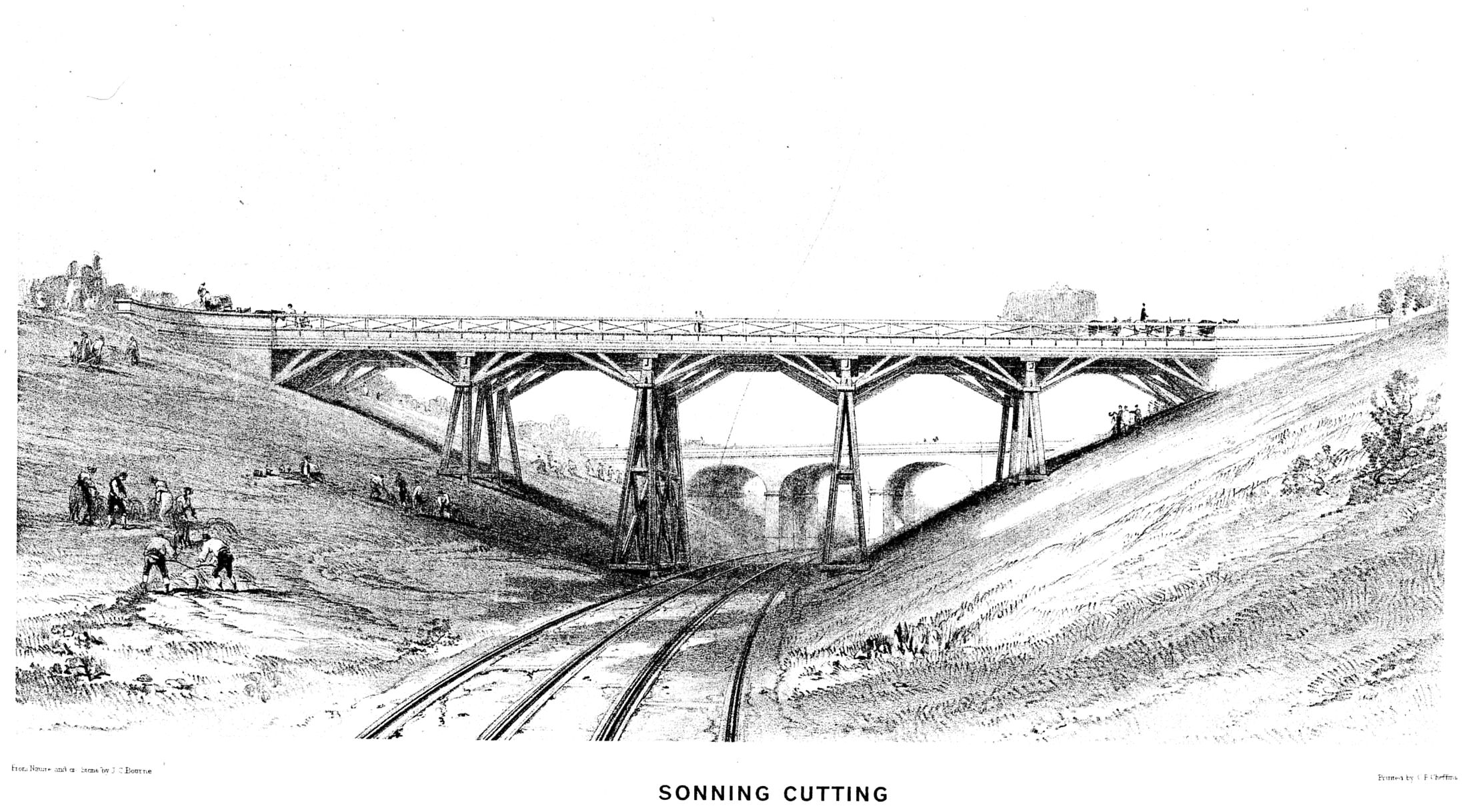
Sonning Cutting (« déblais de Sonning »). Des ouvriers réparent les contreforts du déblais. JC Bourne, publié en 1846.

John Cooke Bourne, né en 1814 et mort en 1896, est un artiste, graveur et photographe britannique, surtout connu pour ses lithographies représentant la construction du chemin de fer de Londres et de Birmingham, et de la ligne du Great Western Railway.
Ses estampes ont été rassemblées dans différents livres et sont devenues des représentations classiques de la construction des premiers chemins de fer. Les épreuves imprimées étaient souvent coloriées à la main.

## Biographie
John Cooke Bourne est né à Londres, où son père travaillait comme chapelier à Covent Garden. Il était lié au graveur George Cooke, qui était son parrain, et s'est lié d'amitié avec son fils Edward William Cooke, dont l'oncle, William Bernard Cooke (1778–1855), était également un graveur remarqué. Après une formation générale, Bourne devient l'élève du graveur paysagiste John Pye, spécialisé dans les illustrations pour des publications annuelles populaires et des livres de poche. Bourne a également été influencé par le travail de Thomas Girtin et John Sell Cotman.
Au début des années 1830, la construction du London and Birmingham Railway débuta près de son domicile. Cette première ligne ferroviaire majeure qui pénétrait à Londres fut la principale source d'inspiration de Bourne. En 1836, Bourne commença des dessins de construction pour des publications d'études professionnelles (ingénierie, architecture). Ces dessins ont été publiés en 1838-39 dans un livre en quatre volumes, avec un texte d'accompagnement de John Britton. À la fin de 1840, il lithographia certains dessins pour la publication de Robert Hay, intitulée Illustration of Cairo. Bourne a continué à dessiner des scènes de chemin de fer et dans les années 1840 est devenu associé avec Charles Cheffins (en). En 1846, ce dernier chargea Bourne de produire une série de dessins sur le Great Western Railway, qui reliait Londres au sud-ouest et à l'ouest de Angleterre et au pays de Galles. Cela a conduit à la publication en 1846 de History of the Great Western Railway. Bourne dessina également les illustrations pour A sketch of the origin and progress of steam navigation from authentic documents de Bennet Woodcroft (en), qui furent lithographiés par Cheffins.

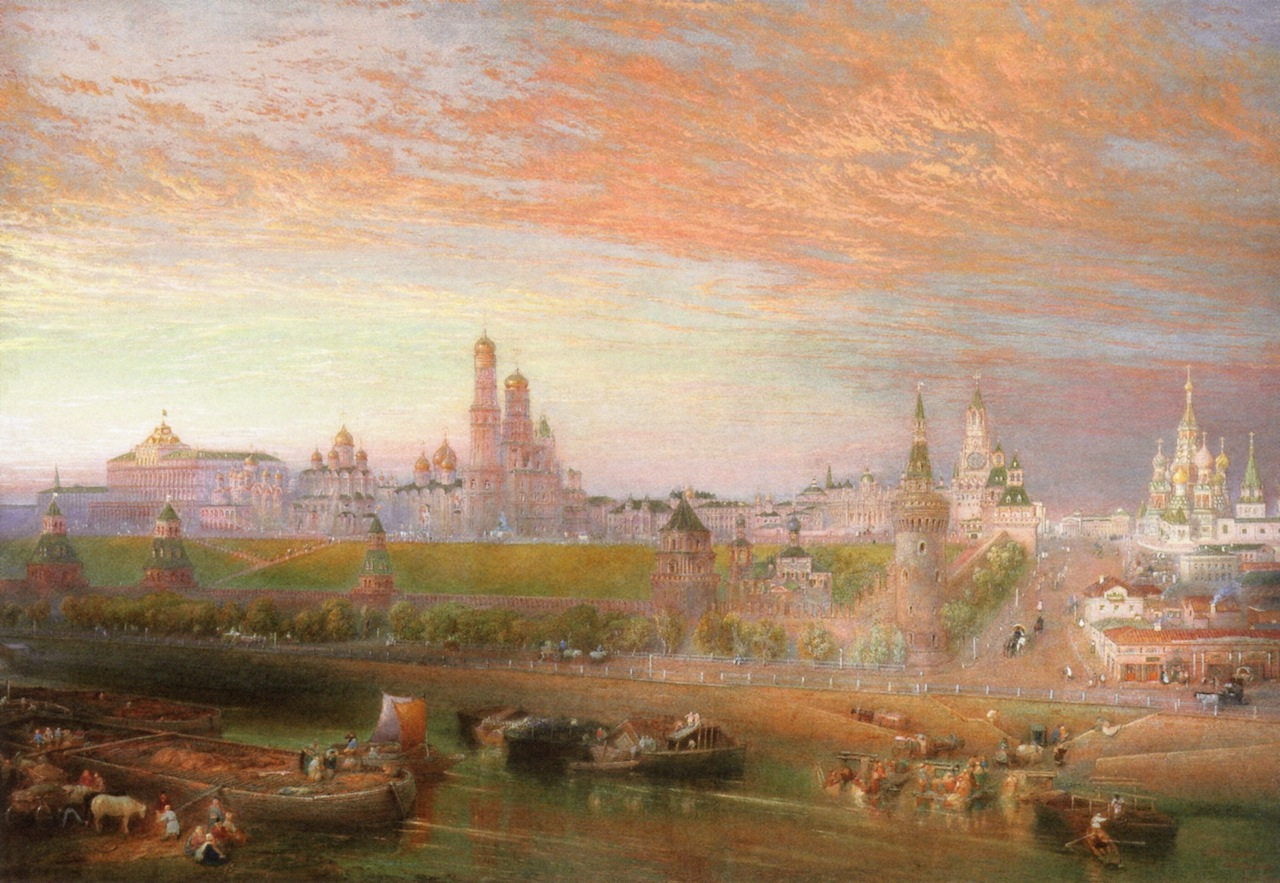
Le Kremlin de Moscou, par J. C. Bourne.

À la fin des années 1840, Bourne commenca à travailler pour Charles Blacker Vignoles, qui a été employé à la construction à Kiev du pont à chaînes Nicolas, sur le Dniepr. Il a voyagé en Russie, a dessiné et photographié la construction jusqu'à son achèvement en 1853. Cette année-là, il a réalisé quelques photos pour la nouvelle 4e édition du A Sketch of the Origin and Progress of Steam Navigation de Bennet Woodcroft,.
Bourne a continué à travailler en Russie comme artiste en résidence pendant une autre décennie. En 1852, il voyage avec Roger Fenton à Moscou et à Saint-Pétersbourg, ce qui aboutit à sa peinture du Kremlin de Moscou (voir image ci-contre). Il resta en Russie pendant une période totale de douze ans, en tant qu'illustrateur et photographe, avant de retourner en Angleterre.
Bourne a exposé son travail à la Royal Photographic Society en 1854, à la Royal Academy of Arts en 1863 et à la Royal Society of British Artists en 1865,. De retour en Angleterre en 1866, il épousa Catherine Cripps et s'installa à Teddington. Il mourut en 1896 à Brentford, une ville de l'ouest de Londres.

## Œuvres
Les principaux travaux de Bourne étaient ses dessins de la construction du chemin de fer de Londres et de Birmingham, et des opérations du Great Western Railway, qui ont été imprimés en 1838-39 et 1846. Après ces travaux, il a travaillé en Russie pendant plus d'une décennie.

### A Series of Lithographic Drawings..., 1838

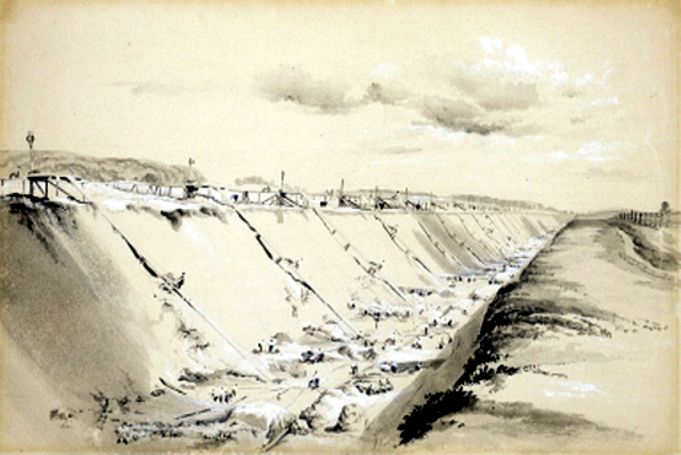
Aquarelle originale de la construction ferroviaire à Tring, 1837.

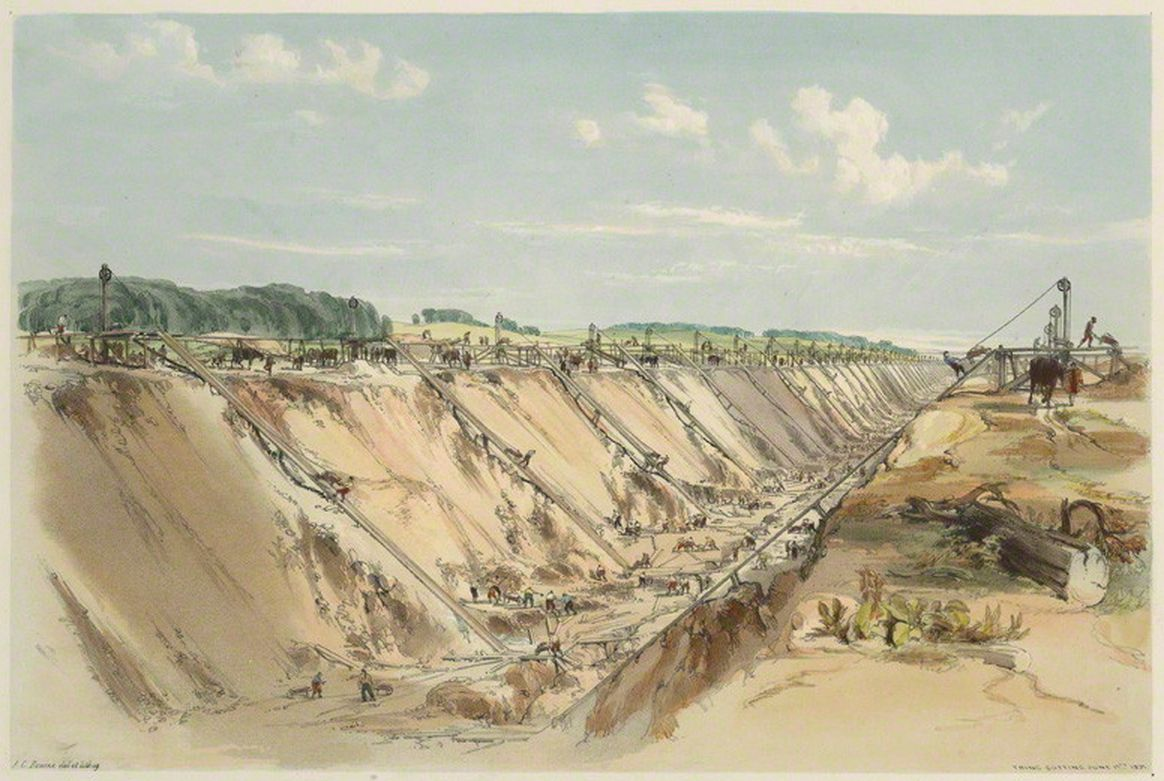
Lithographie colorée à la main, 1838.

La publication de Bourne, A Series of Lithographic Drawings on the London and Birmingham Railway (1838), montrait la construction du chemin de fer de Londres à Birmingham en 1837-1838. Pour ce travail, Bourne avait reproduit ses aquarelles originales en lithographies. L'ouvrage était accompagné d'un texte, intitulé « Compte-rendu topographique et descriptif de l'origine, des progrès et de l'exécution générale de ce grand ouvrage national », écrit par John Britton. Britton était connu à son époque pour sa publication The architectural antiquities of Great Britain, qui avait paru en plusieurs volumes depuis 1807. Britton écrivit sur le travail de Bourne :

« Il représente non seulement quelques-uns des décors les plus frappants sur la ligne, mais les opérations manuelles et mécaniques spécifiques liées à l'exécution des principaux travaux. Parmi celles-ci, le processus de creusement de tunnels, la formation de remblais et de déblais, les engins et les machines utilisées dans les puits de fonçage, et les travaux souterrains de la salle des machines de Camden Town, sont à la fois remarquables et intéressantes. »

À propos de l'origine de ce travail, Britton, dans son autobiographie de 1849, rappelait que « quelques beaux dessins de cette ligne de chemin de fer ont été réalisés en 1838, par M. John C. Bourne, comme des études d'après nature. Ils ont été soumis à M. Britton, qui a suggéré l'opportunité de les publier. Les grands déblais, remblais et tunnels, sur le chemin de fer de Londres et de Birmingham, étaient, à cette époque, des sujets d'une grande nouveauté et d'un intérêt captivant pour les habitants de la métropole; et il paraissait donc certain que la beauté des dessins de M. Bourne, et la popularité du sujet, assureraient le succès de leur publication. »

## Influence ultérieure

### Représentation ferroviaire
Au XIXe siècle, Bourne a traduit la fascination pour la nouvelle technologie ferroviaire. Il a été parmi les premiers artistes à « intégrer la représentation d'une construction ferroviaire dans une tradition paysagiste bien établie. Les rails étaient parfois à peine visibles ou coexistaient avec les éléments d'origine du paysage : bétail, rochers, ciel et verdure ». De nos jours, Bourne est considéré comme l'un des plus grands artistes ferroviaires,,, et est décrit par Elton comme « le Piranesi de l'âge ferroviaire, ». Selon Russell, les deux séries de scènes ferroviaires de Bourne étaient les seules œuvres à égaler celles de Thomas Shotter Boys. Burman et Stratton (1997) expliquent :

« Les travaux d'ingénierie spectaculaires pour ces grandes voies étaient, comme pour les canaux, largement tributaires du travail manuel assisté par la pioche et la brouette. Leur échelle et l'effort humain pour les créer sont merveilleusement transcrits dans les dessins de John Cook Bourne, qui fixe l'image de Camden Bank ou Tring Cutting sur la voie ferrée de London & Birmingham (Bourne, 1839) et Maidenhead Bridge ou Box Tunnel sur la voie principale entre Paddington et Bristol (Bourne, 1846). »

Plus généralement, Russell (2001) résume :

« Le travail de Bourne montre la voie et les structures associées durant leur construction et fournit un archive inestimable de l'ingénierie ferroviaire du début de l'époque victorienne. Dans ses œuvres, nous obtenons une impression visuelle de l'ampleur du chantier ferroviaire et de la perturbation de la ville et des campagnes qu'il a provoqué. Il est fascinant de voir le grand nombre d'hommes – les navvies – employés dans la construction du mur de soutènement à Camden Town et d'apprécier ce qu'implique une grande entreprise telle que l'excavation du déblais de Tring. Alors que les peintres contemporains aimaient peupler leurs tableaux, selon les mots de Francis Klingender, « avec des paysans nobles et tranquilles, poursuivant leurs tâches simples dans un cadre idyllique », les seuls paysans que Bourne représente fuient le bruit et la fumée du dynamitage de la roche à Linslade,. »

Dans Art and the Industrial Revolution (1968), Klingender ajoute avec enthousiasme : « Les images du Great Western de Bourne font écho au balayage et à la fanfaronnade du grand chemin de fer d'Isambard Kingdom Brunel... »
Cependant, à son époque, l'œuvre de Bourne avait peu de valeur marchande parce que « les mécènes de l'époque souhaitaient tout sauf le rappel de cette révolution sociale et technologique qui se déroulait partout autour d'eux ». De même, le spectacle de ces constructions étaient vraisemblablement « vu par une couche très limitée de la société, alors que Dickens fait la description de choses rencontrées par toutes les classes sociales,... »

### Lithographie
Les premiers travaux de Bourne ont été identifiés comme faisant partie des premiers excellents exemples de l'application de la lithographie, inventée à la fin du XVIIIe siècle[réf. nécessaire].

### Photographies
En 1855, Bourne, à l'adresse de son domicile à Kentish Town, a obtenu un brevet d'invention pour une nouvelle conception d'appareil photo, décrite comme des « améliorations de l'appareil photographique ». Cette conception « permettait à l'objectif de se déplacer dans une fente incurvée dont le rayon était le même que la distance focale de l'objectif ».

## Publications
- John C. Bourne and John Britton, Drawings of the London and Birmingham Railway, 1839.
- Robert Hay, John C. Bourne, Illustration of Cairo. By R. H. Drawn on Stone by J. C. Bourne, 1840.
- John C. Bourne, History and Description of the Great Western Railway, 1846.